# The Showdown (film, 1950)
Pour les articles homonymes, voir Showdown.
Pour plus de détails, voir Fiche technique et Distribution.
The Showdown est un western américain réalisé par Dorrell McGowan et Stuart E. McGowan, et sorti en 1950.

## Fiche technique
- Réalisation : Dorrell McGowan et Stuart E. McGowan
- Scénario : Dorrell McGowan, Stuart E. McGowan d'après Richard Wormser et  Dan Gordon (en)
- Production : Republic Pictures
- Musique : Stanley Wilson
- Montage : Harry Keller
- Durée : 86 minutes
- Dates de sortie : 
  - États-Unis : 15 août 1950

## Distribution
- Wild Bill Elliott : Shadrach Jones
- Walter Brennan : Cap MacKellar
- Marie Windsor : Adelaide
- Harry Morgan : Rod Main
- Rhys Williams : Chokecherry
- Jim Davis : Cochran
- William Ching : Mike Shattay
- Leif Erickson : Big Mart
- Henry Rowland : Dutch
- Charles Stevens : Indian Joe
- Victor Kilian : Hemp
- Yakima Canutt : Davis
- William Steele : Terry
- Nacho Galindo : Gonzales